# Gauja

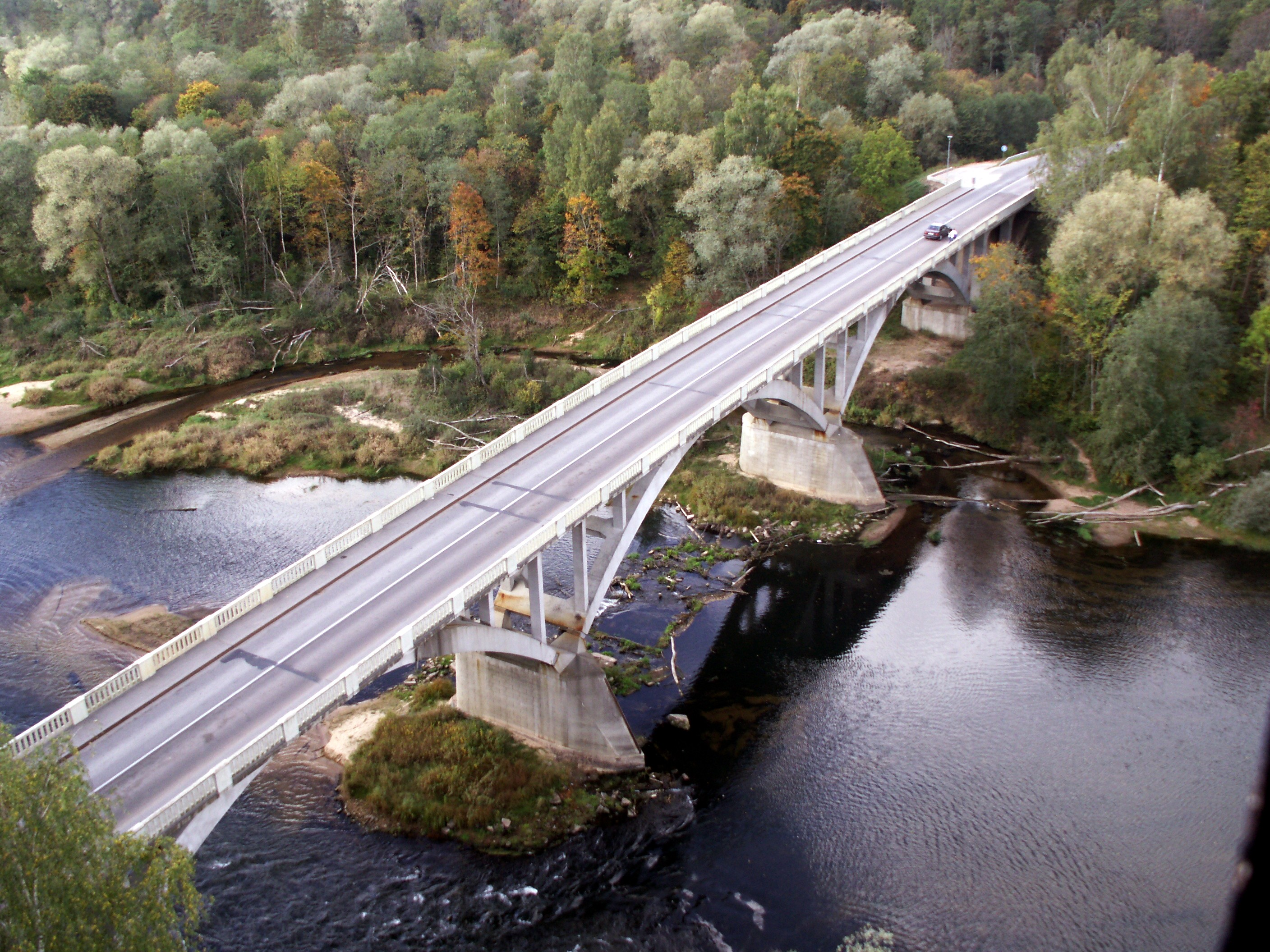
Ponte sul Gauja presso Sigulda

Il fiume Gauja (anticamente: Aa di Livonia; in estone: Koiva jõgi; in livone: Koiva; in tedesco: Livländische Aa) è uno dei più importanti fiumi della Lettonia con una lunghezza di 452 km. 

Ciò lo rende il fiume che scorre per la più lunga distanza nel territorio lettone, in quanto il Daugava, complessivamente lungo 1005 km, scorre in Lettonia per 352 km.
Il Gauja nasce a 234 metri di altitudine nelle colline a sud-est di Cēsis e scorre inizialmente verso est e nord, dove segna per circa 20 km il confine con l'Estonia. A sud di Valga vira a ovest verso Valmiera, poi continua a sud-ovest nei pressi di Cēsis e Sigulda, formando il parco nazionale del fiume Gauja. Il fiume si getta infine nel Mar Baltico nel golfo di Riga.
Scorrendo interamente in territorio lettone e attraversando l'antica regione della Livonia, il Gauja è storicamente considerato dai lettoni una sorta di fiume nazionale, al punto che gli sono state dedicate varie canzoni. Secondo le usanze pagane, il fiume è considerato un'entità familiare. Lungo le rive del Gauja è usanza celebrare matrimoni e feste di famiglia.

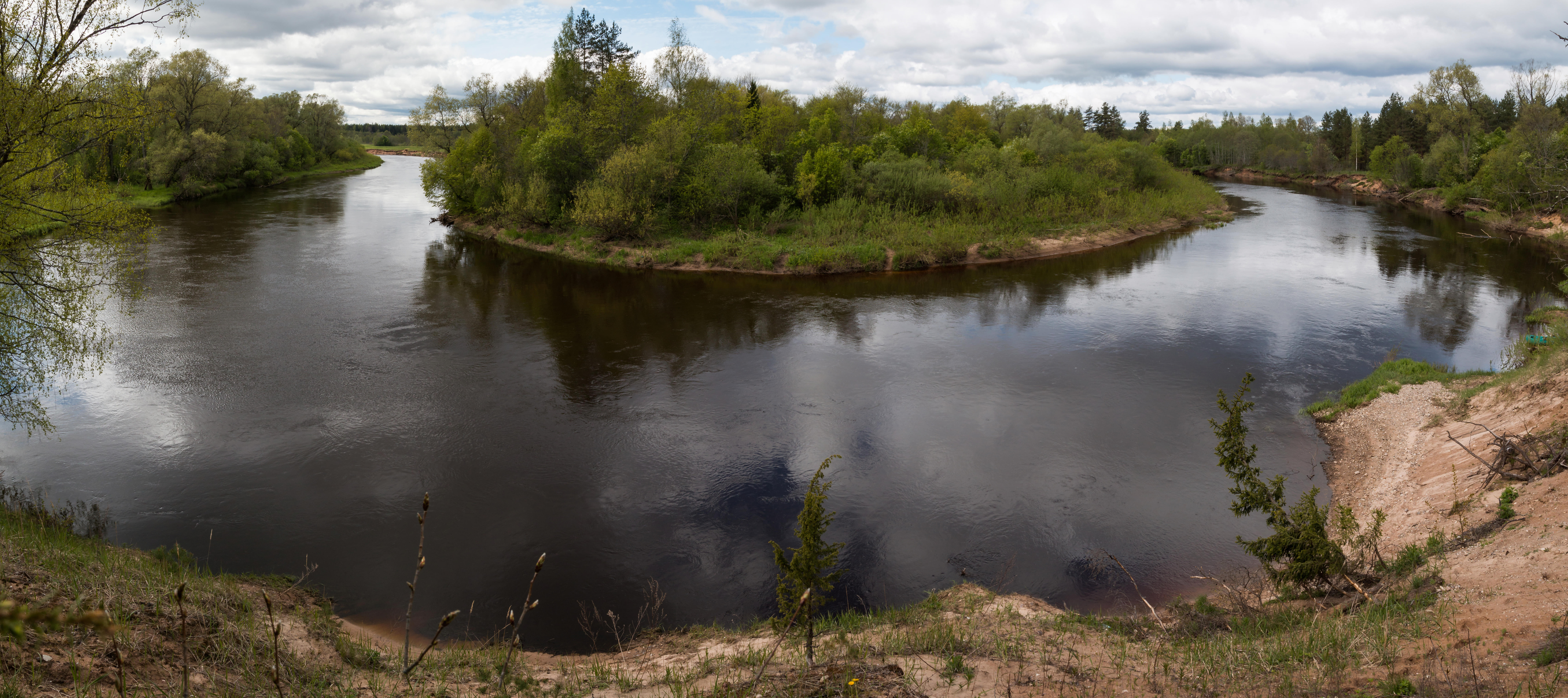
Una vista panoramica sul fiume Gauja, al confine tra Estonia e Lettonia

Il fiume percorre un territorio essenzialmente piatto (0,52 m/km) ed ha alla foce una portata media di 70,7 m³/s (min. 13,7 m³/s, max. 300 m³/s).